# Samuel R. Delany

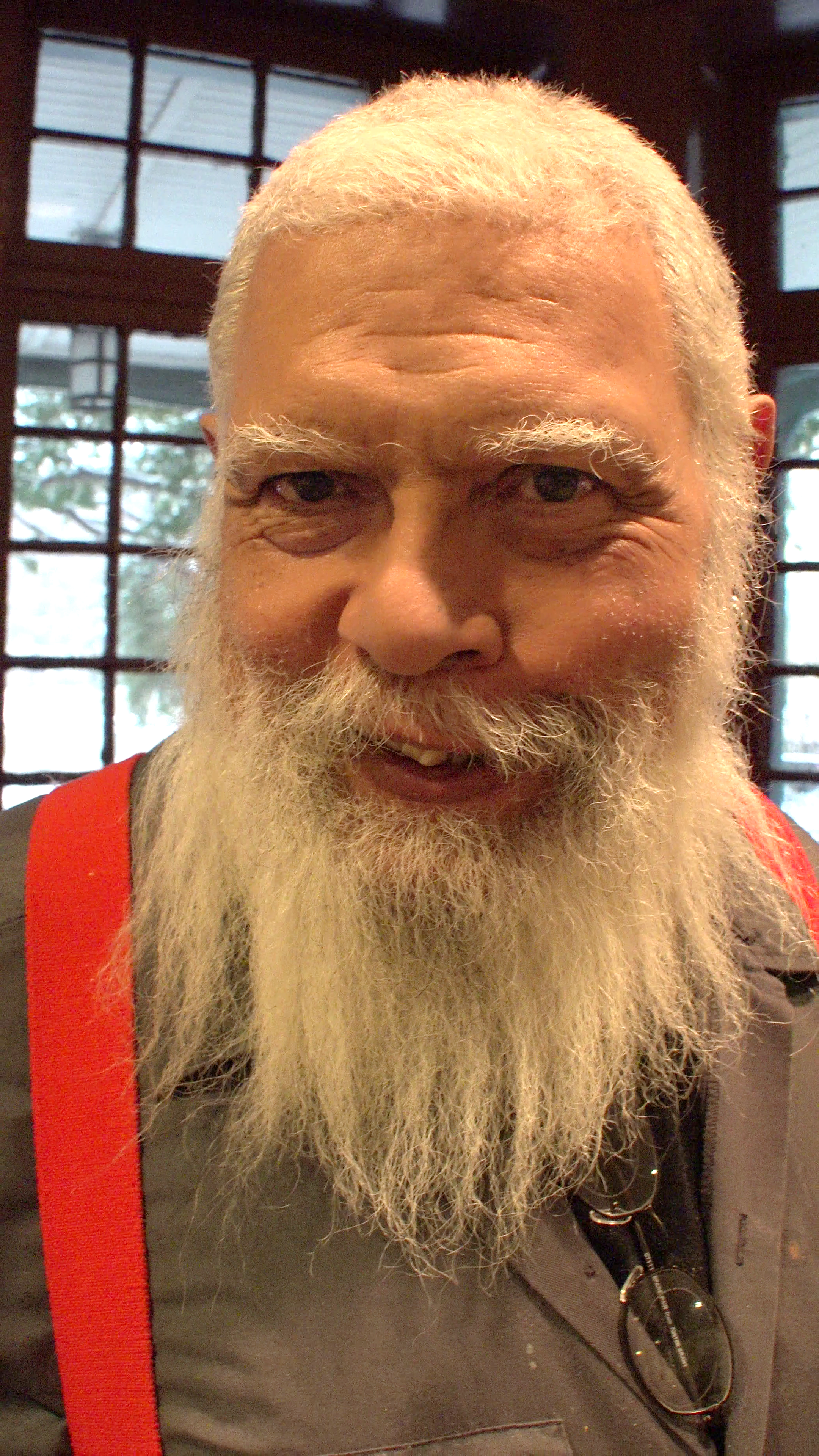
Samuel R. Delany

Samuel Ray "Chip" Delany, Jr. (New York 1 april 1942) is een Amerikaanse sciencefictionschrijver en literair criticus.
Delany is de zoon van emigranten uit Puerto Rico en groeide op in Harlem. Hij bezocht de gerenommeerde Bronx High School of Science en voor één jaar New York City College. In 1961 trouwde hij met de dichteres Marilyn Hacker. Ze waren enkele jaren getrouwd en hebben een dochter. Sinds 1975 doceert Delany aan universiteiten, vanaf 1988 met de titel professor. Vanaf 2001 werkt hij op de afdeling Engels aan de Temple University.
Delany's werk wijkt sterk af van 'klassieke' SF en heeft grote invloed van experimentele literatuur ondergaan. Centrale thema's zijn vaak identiteit, ras en seksualiteit. In 1962 verscheen zijn eerste roman The Jewels of Aptor. Delany brak pas door met Babel-17 waarmee hij in 1966 zijn eerste Nebula Award won. Het jaar daarop won hij wederom de Nebula voor beste roman met The Einstein Intersection én de Nebula voor beste kort verhaal met Aye, and Gomorrah. Zijn novelle Time Considered as a Helix of Semi-Precious Stones won de Nebula en de Hugo Awards in 1969 en 1970. Een tweede Hugo kreeg hij in 1989 voor het non-fictie werk The Motion of Light in Water, memoires van een jonge homoseksuele SF-schrijver.
Critici hebben Delany het schrijven van pornografie verweten, onder andere voor Equinox (ook bekend als Tides Of Lust), waarin expliciete erotische scènes voorkomen. Delany is een lid van de NAMBLA.

## Gedeeltelijke bibliografie
Return to Neveryon serie
- Tales of Neveryon (1979)
- Neveryona (1983)
- Flight from Neveryon (1985)
- The Bridge of Lost Desire (1987)

Overige romans
- The Jewels of Aptor (1962)
- The Ballad of Beta-2 (1965)
- Babel-17 (1966) nl:Babel-17
- The Einstein Intersection (1967)
- Nova (1968) nl:Nova
- Dhalgren (1975)
- Triton (1976)
- Stars in My Pocket Like Grains of Sand (1984)
- Hogg (1995)

Verhalenbundels
- Driftglass (1971)
- Distant Stars (1981)
- Aye, and Gomorrah (2003)

Memoires en brieven
- Heavenly Breakfast
- The Motion of Light in Water (1988)
- "1984" (2000)

Literaire kritiek
- The Jewel-hinged Jaw (1977)
- The American Shore (1978)
- Starboard Wine (1984)
- The Straits of Messina (1989)
- Silent Interviews (1995)
- Longer Views (1996)
- Shorter Views (1999)

## Andere wetenswaardigheden
- De naam Delany is op meer dan 60 manieren verkeerd gespeld in artikelen. Zijn uitgever Doubleday vermeldde zelfs zijn naam fout op het boek Driftglass. Delany is dyslectisch.
- Delany's tantes waren Sadie en Bessie Delany, bekend als de Delany sisters. Ze werden allebei ouder dan 100 jaar en schreven Having Our Say: The Delany Sisters' First 100 Years.